# St. Laurentius (Worms-Leiselheim)

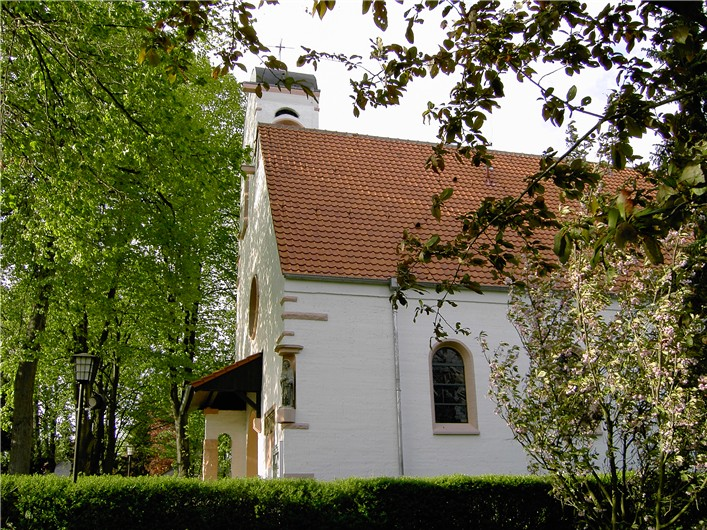
Laurentiuskirche in Worms-Leiselheim

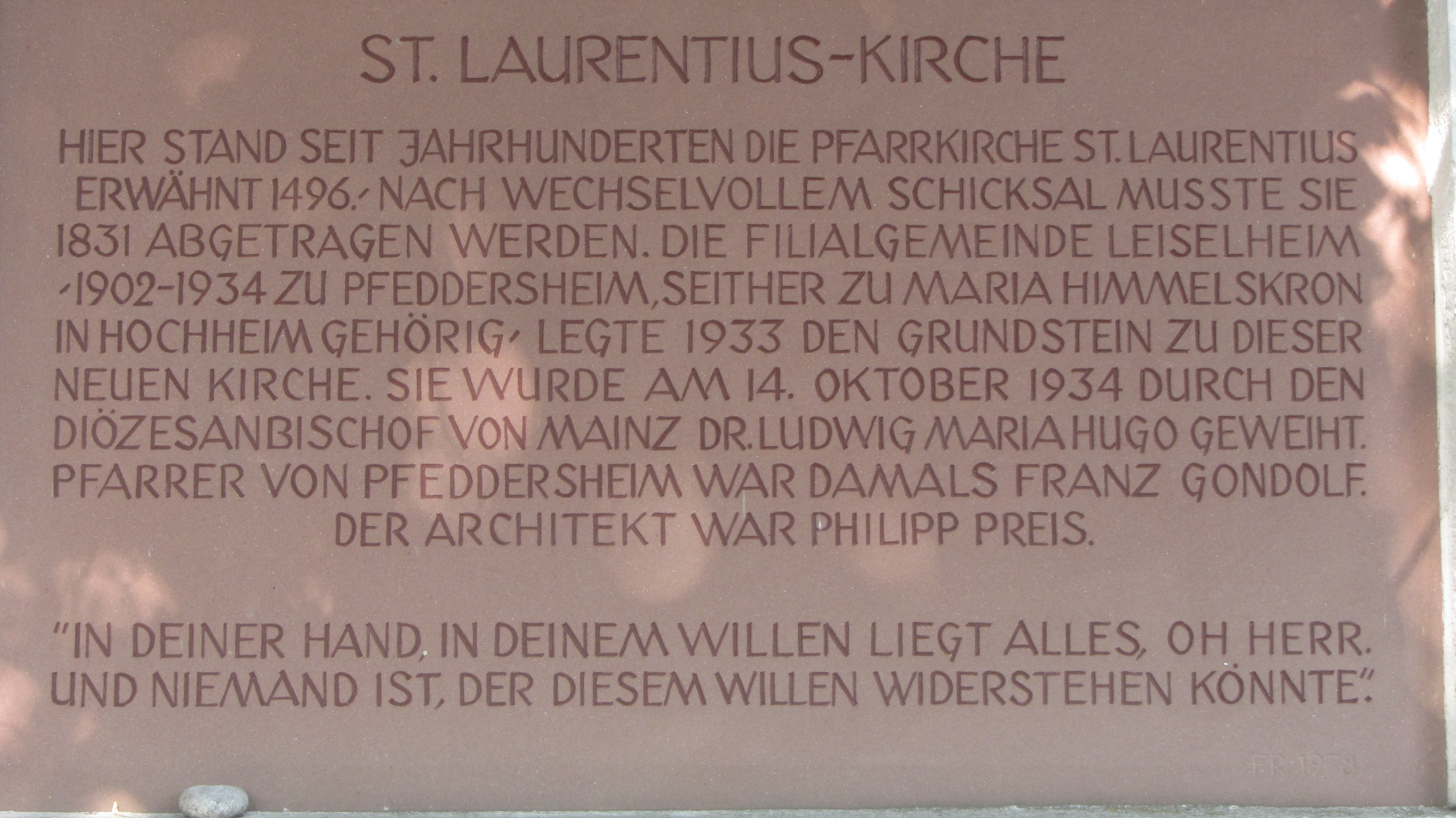
Die Tafel neben dem Eingang be-
legt die Geschichte der Kirchen an diesem Standort

Die Filialkirche St. Laurentius in Worms-Leiselheim ist ein dem heiligen Laurentius von Rom geweihtes römisch-katholisches Kirchengebäude. Der vom Heimatschutzstil geprägte Saalbau wurde 1933/34 errichtet und steht unter Denkmalschutz.

## Geschichte
Das heutige Kirchengebäude ist der Nachfolgebau einer Kirche aus dem späten 14. Jahrhundert. Mit der Einführung der Reformation wurde die Kirche gemeinsames Eigentum der römisch-katholischen und der reformierten Gemeinde, zwischen denen es wiederholte Konflikte um die Nutzung der Simultankirche gab. Durch den Übergang der Ortsherrschaft von der Kurpfalz an das Hochstift Worms und die fast gleichzeitige Aufhebung des kurpfälzischen Simultaneums in den Jahren 1706 und 1707 kam die Kirche in den alleinigen Besitz der römisch-katholischen Gemeinde. Als das linke Rheinufer nach 1794 im Zuge der Koalitionskriege französisch besetzt wurde, floh der letzte römisch-katholische Pfarrer aus Leiselheim. In der Folge wurden die Pfarrei mit der benachbarten Pfeddersheimer Gemeinde vereinigt und das Pfarrhaus verkauft. Die Kirche verfiel und wurde 1831 abgebrochen.
Seit Ende des 19. Jahrhunderts wuchs die Leiselheimer Bevölkerung, und damit auch die Anzahl der Katholiken, deutlich, da die benachbarten Orte Hochheim und Pfiffligheim durch den Bahnhof in Pfiffligheim und die Wormser Straßenbahn deutlich besser an die Stadt Worms angebunden wurden, was sich auch auf Leiselheim auswirkte. Dadurch wurde eine eigene Kirche für die Leiselheimer Katholiken notwendig. Sie beauftragten den Mainzer Architekten Preis mit dem Entwurf der Kirche, die 1934 eingeweiht wurde. Zehn Jahre später wurde die Gemeinde als Filialgemeinde Hochheim zugeordnet.

## Beschreibung
Das geostete Kirchengebäude ist ein historisierender Saalbau mit Turmaufbau an der Nordwestecke. Die Westfassade mit dem Portal wird durch Sandsteinelemente an den Gebäudeecken, eine Laurentiusstatue und eine gotische Maßwerksspolie gestaltet. Östlich an den Kirchensaal schließt ein Chorraum mit geradem Abschluss an. Die Ausstattung ist in Teilen, wie den Kirchenbänken, original erhalten, Altar, Ambo und Tabernakel wurden im Rahmen einer Innensanierung neu angeordnet und gestaltet.